# Mohanpur Mohammadpur
Mohanpur Mohammadpur – miasto w północnych Indiach w stanie Uttarakhand, na zagórzu gór Siwalik.
Populacja miasta w 2001 roku wynosiła 8700 mieszkańców.